# Futbol Club Barcelona 1982-1983

## Rosa
| N. |                           | Ruolo | Calciatore          |
| -- | ------------------------- | ----- | ------------------- |
|    | Spagna (bandiera)         | P     | Urruti              |
|    | Spagna (bandiera)         | P     | Pedro María Artola  |
|    | Spagna (bandiera)         | P     | Amador Lorenzo      |
|    | Spagna (bandiera)         | D     | Migueli             |
|    | Spagna (bandiera)         | D     | José Ramón Alexanko |
|    | Spagna (bandiera)         | D     | Julio Alberto       |
|    | Spagna (bandiera)         | D     | Gerardo Miranda     |
|    | Spagna (bandiera)         | D     | Manolo              |
|    | Spagna (bandiera)         | D     | Josep Moratalla     |
|    | Spagna (bandiera)         | D     | Antonio Olmo        |
|    | Spagna (bandiera)         | C     | Víctor              |
|    | Germania Ovest (bandiera) | C     | Bernd Schuster      |

| N. |                      | Ruolo | Calciatore              |
| -- | -------------------- | ----- | ----------------------- |
|    | Spagna (bandiera)    | C     | Tente Sánchez           |
|    | Spagna (bandiera)    | C     | Perico Alonso           |
|    | Spagna (bandiera)    | C     | Urbano Ortega           |
|    | Spagna (bandiera)    | C     | Juan José Estella Salas |
|    | Spagna (bandiera)    | A     | Marcos Alonso Peña      |
|    | Spagna (bandiera)    | A     | Francisco José Carrasco |
|    | Argentina (bandiera) | C     | Diego Armando Maradona  |
|    | Spagna (bandiera)    | A     | Pichi Alonso            |
|    | Spagna (bandiera)    | A     | Quini                   |
|    | Spagna (bandiera)    | A     | Esteban Vigo            |
|    | Spagna (bandiera)    | A     | Enrique Morán           |
|    | Spagna (bandiera)    | A     | Paco Clos               |

### Staff tecnico
- Allenatore:  Udo Lattek, poi dalla 27ª giornata  José Luis Romero, poi dalla 28ª giornata  César Luis Menotti

## Maglie e sponsor
Lo sponsor tecnico per la stagione 1982-1983 è Meyba.
| Casa | Trasferta |  |